# Ashley Scott
Ashley McCall Scott (Metairie, 13 juli 1977) is een Amerikaans model dat later ook actrice werd.

## Biografie
Ashley Scott werd in 1977 geboren in Metairie in de Amerikaanse staat Louisiana. Ze werd grootgebracht in Charleston in de staat South Carolina. Ze heeft nog een oudere en een jongere broer. Haar vader Joe was verpleger en haar moeder Andrea Meister administratief assistente. Verder heeft ze dyslexie.
Al vroeg begon Ashley als model en op haar vijftiende verhuisde ze hiervoor naar New York waar ze internationale bekendheid verwierf. Hierop wilde ze het als actrice proberen en ze begon audities te doen. Een van haar eerste audities was voor de film S1m0ne uit 2002 met Al Pacino.
Die rol kreeg ze niet maar de opname van de auditie leidde wel tot haar eerste kleine rollen in onder meer Artificial Intelligence: AI uit 2001. Nog dat jaar werd ze gecast in de succesvolle sciencefiction-televisieserie Dark Angel. Ze speelde een gastrol maar werd in de serie geschreven als een vast karakter.
In 2002 werd ze gecast voor een hoofdrol in de serie Birds of Prey over drie heldinnen die Batman opvolgen in Gotham City. De serie was echter geen lang leven beschoren en werd midden in het seizoen van het scherm gehaald. Ze speelde vervolgens in enkele films en werd in 2004 ook gecast in de komische serie Joey. Ze speelde mee in de pilotaflevering, die echter nooit werd uitgezonden. Ze werd vervangen door Andrea Anders.
Nog in 2004 huwde ze met filmproducent Anthony Rhulen. In 2005 speelde ze een belangrijke rol in de film Into the Blue met ook Jessica Alba. Dat jaar werd ze ook op nummer 46 geplaatst op de Hot 100 of 2005-lijst van het tijdschrift Maxim. Ze werd ook gecast voor een rol in de televisieserie Jericho. In 2008 scheidde ze weer van haar man Anthony Rhulen.